# Heteropterna trileuca
Heteropterna trileuca är en tvåvingeart som beskrevs av Edwards 1940. Heteropterna trileuca ingår i släktet Heteropterna och familjen platthornsmyggor. Inga underarter finns listade i Catalogue of Life.